# Xbox
Xbox је породична конзола коју је развила америчка фирма Microsoft. Ова конзола пуштена је у продају 15. новембра 2001. (САД), и направљена је као одговор компаније Microsoft јапанској доминацији у овом тржишту.